# Léon Frédéric
Léon Frédéric, född 26 augusti 1865, död 27 januari 1940, var en belgisk symbolistkonstnär.
Frédérics konst utmärktes av en egendomlig blandning av socialt litterär symbolik och naturalistisk formgivning. Hans människoframställning var medvetet agitatorisk. Landskapen intog en framstående plats i Frédérics berättande målningar, och han tog en påfallande intryck av Pieter Bruegel d.ä.. Bruegels målning De blinda var inspirationskälla till Frédérics målning Krithandlarna i Bryssels museum.